# Микулине (Чернігів)
Мику́лине — пам'ятка археології місцевого значення в місті Чернігів (Україна), урочище.

## Історія
Рішенням виконкому Чернігівської обласної ради народних депутатів трудящих від 19.02.1985 № 75 присвоєно статус пам'ятка археології місцевого значення з охоронним № 4999-Чг під назвою Поселення.
Наказом Департаменту культури і туризму, національностей та релігій Чернігівської обласної державної адміністрації від 07.06.2019 № 223 для пам'ятки використовується назва Поселення «Микулине».

## Опис
Урочище розташоване на південно-західній околиці Чернігова, поблизу колишнього гирла річки Стрижень — на північному березі стариці річки Десни Ятченкової затоки. Нині територію урочища займають садово-дачні ділянки — садове товариство «Лоза» — на північ від залізничного моста.
На площі понад 6 га виявлено давнє поселення. Потужність культурного шару 0,4-0,6 м. Відкрив і обстежив Г. А. Кузнєцов 1983 року. Зібрано уламки давньоруської цегли-плінфи і жолобчастої цегли XVI-XVII століть, плитки та кераміки XII-XIII і XVI-XVIII століть.
Поряд з чотирма іншими пам'ятниками, поселення локалізовано на місцевості приблизно, оскільки не має облікової документації, доступ для дослідження та ідентифікації на місцевості обмежений. У місці розташування поселення ландшафт унаслідок господарської діяльності сильно змінено.